# Мохаммед Бассім
Мохаммед Бассім Рашид (араб. محمد باسم, нар. 3 липня 1995, США) — палестинський футболіст, півзахисник еміратського клубу «Джабаль Аль-Мукабер» та національної збірної Палестини.

## Клубна кар'єра
Мохаммед Бассім народився у США, де й розпочав свою футбольну кар'єру в нижчоліговому клубі «Сент-Френсіс Файтінг Сентс» у 2013 році. У США грав до 2017 року, після чого повернувся на батьківщину, де став гравцем клубу «Хіляль Аль-Кудс», який грає в чемпіонаті Західного берега річки Йордан. У складі команди в перший же рік став чемпіоном Західного берега та володарем Кубка Палестини. Наступного року Мохаммед Бассім перейшов до клубу «Шабаб Аль-Бірех». у складі цієї команди футболіст грав протягом одного сезону, після чого повернувся до «Хіляль Аль-Кудс». У 2020—2021 роках Бассім грав у складі саудівського клубу другого дивізіону «Аль-Джиль-Аль-Хаса». З 2021 до 2022 року палестинець грав у індонезійському клубі «Персіб». У другій половині 2022 року футболіст грав у складі єгипетського клубу «Смуха», а з початку 2023 року грає у складі еміратського клубу «Джабаль Аль-Мукабер».

## Виступи за збірну
У 2018 році Мохаммед Бассім дебютував у молодіжній збірній Палестини. У 2018 році футболіст дебютував також у національній збірній Палестини. У 2019 році Бассім у складі збірної брав участь у Кубку Азії в ОАЕ. На середину 2023 року зіграв у складі національної збірної 25 матчів, в яких відзначився 2 забитими м'ячами.